# Omar Actis
Omar Carlos Actis (Oliva, Córdoba, 25 de abril de 1920 - Buenos Aires, 19 de agosto de 1976) fue un militar argentino perteneciente al Ejército que se desempeñó como administrador general de Yacimientos Petrolíferos Fiscales y como presidente del Ente Autárquico Mundial 1978.

## Biografía
Fue egresado del Colegio Militar con la promoción 72 como subteniente de ingenieros. Era ingeniero militar y ascendió a general de brigada hacia 1973.
Fue nombrado por el presidente (de facto) Alejandro Agustín Lanusse administrador general de Yacimientos Petrolíferos Fiscales el 26 de junio de 1971.
El presidente (de facto) Jorge Rafael Videla lo designó presidente del Ente Autárquico Mundial 1978 el 6 de julio de 1976.
Su fallecimiento fue el 19 de agosto de 1976, víctima de un atentado. El gobierno atribuyó la muerte a la organización guerrillera Montoneros, que por su parte negó haber sido responsable. Existe una versión según la cual Actis fue eliminado por la Armada con el objetivo de encumbrar al vicepresidente de EAM-78, capitán de navío Carlos Alberto Lacoste.
Fue ascendido a general de división post mortem.